# Euphyia dumetata
Euphyia dumetata là một loài bướm đêm trong họ Geometridae.